# Gubbslem
Gubbslem (Gonyostomum semen) är en vanligt förekommande encellig alg som förekommer i sjöar världen över. Namnet kommer av att algcellen innehåller slembehållare som exploderar om cellen utsätts för värme eller beröring. Gonyostomum är särskilt vanlig i humösa (brunfärgade) sjöar där den ofta bildar blomningar, det vill säga höga koncentrationer av celler i vattnet. Sedan 1970-talet har blomningar påträffats i flera sjöar och under längre tidsperioder i Sverige och Finland. Vid blomningar kan Gonyostomum-slemmet orsaka klåda och hudirritation om man badar i vattnet. Gonyostomum påträffas i svenska sjöar från maj till september/oktober.
Tack vare sina flageller (gissel) kan de simma och själva positionera sig på lämpligt djup. På dagen påträffas de närmare ytan där ljuset tillåter dem fotosyntetisera och på natten simmar de djupare för att kunna ta upp närsalter från näringsrika bottenvatten. Under vinterhalvåret vilar de i form av vilcystor på bottnarna. Slemtrådarna används förmodligen både för att algerna ska kunna skydda sig från att bli uppätna men även för att skada sina konkurrenter. 
Gonyostomum-släktet tillhör klassen nålflagellater (Raphidophyceae) i vilken det även ingår marina släkten.